# Sfermion
Le terme sfermion désigne une catégorie de particules élémentaires dont l'existence est prédite par une théorie de la physique des particules.
La supersymétrie est un développement au-delà du modèle standard qui propose pour chaque particule élémentaire du modèle standard l'existence d'un superpartenaire plus massif ; le superpartenaire d'un fermion est un boson, et le superpartenaire d'un boson est un fermion. Le terme sfermion s'applique à l'ensemble des superpartenaires des fermions du modèle standard,. Ils sont donc eux-mêmes des bosons. La famille des sfermions compte notamment les squarks et les sélectrons.

## Les sfermions fondamentaux
En général, le nom des sfermions est formé en faisant précéder d'un "s" le nom de son superpartenaire, pour signifier qu'il est une particule scalaire de spin 0. Par exemple, le superpartenaire de l'électron est le sélectron et le superpartenaire du quark top est le squark stop.

### Squarks
Les squarks sont les super-partenaires des quarks. Ils comprennent le sup, le sdown, le scharm, le sstrange, le stop, et le sbottom.
| Squark               | Symbole                      | Quark associé | Symbole           |
| -------------------- | ---------------------------- | ------------- | ----------------- |
| Première génération  |                              |               |                   |
| squark sup           | {\displaystyle {\tilde {u}}} | quark up      | {\displaystyle u} |
| squark sdown         | {\displaystyle {\tilde {d}}} | quark down    | {\displaystyle d} |
| Seconde génération   |                              |               |                   |
| squark scharm        | {\displaystyle {\tilde {c}}} | quark charm   | {\displaystyle c} |
| squark sstrange      | {\displaystyle {\tilde {s}}} | quark étrange | {\displaystyle s} |
| Troisième génération |                              |               |                   |
| squark stop          | {\displaystyle {\tilde {t}}} | quark top     | {\displaystyle t} |
| squark sbottom       | {\displaystyle {\tilde {b}}} | quark bottom  | {\displaystyle b} |

### Sleptons
Les sleptons sont les superpartenaires des leptons. Ils comprennent le sélectron, le smuon, le stau et les sneutrinos correspondants.
| Slepton              | Symbole                                 | Lepton associé    | Symbole                      |
| -------------------- | --------------------------------------- | ----------------- | ---------------------------- |
| Première génération  |                                         |                   |                              |
| sélectron            | {\displaystyle {\tilde {e}}}            | électron          | {\displaystyle e}            |
| sneutrino-électron   | {\displaystyle {\tilde {\nu }}_{e}}     | neutrino-électron | {\displaystyle \nu _{e}}     |
| Seconde génération   |                                         |                   |                              |
| smuon                | {\displaystyle {\tilde {\mu }}}         | Muon              | {\displaystyle \mu }         |
| sneutrino-smuon      | {\displaystyle {\tilde {\nu }}_{\mu }}  | neutrino-muon     | {\displaystyle \nu _{\mu }}  |
| Troisième génération |                                         |                   |                              |
| stau                 | {\displaystyle {\tilde {\tau }}}        | Tau               | {\displaystyle \tau }        |
| sneutrino-stau       | {\displaystyle {\tilde {\nu }}_{\tau }} | neutrino-tau      | {\displaystyle \nu _{\tau }} |